# Sergej Širokov
Sergej Sergeevič Širokov (in russo Серге́й Серге́евич Широков?; Mosca, 10 marzo 1986) è un hockeista su ghiaccio russo.

## Palmarès

### Olimpiadi invernali
- 1 medaglia[1]:
  - 1 oro (Pyeongchang 2018)

### Mondiali
- 4 medaglie[2]:
  - 2 ori (Finlandia 2012; Bielorussia 2014)
  - 1 argento (Repubblica Ceca 2015)
  - 1 bronzo (Russia 2016)